# Christian Zech
Christian Zech (* 27. März 1961 in Remscheid) ist ein deutscher Musiker und Kulturmanager.
Er wuchs in Eckernförde an der Ostsee auf und ging mit 17 Jahren für ein Jahr in Frankreich zur Schule. Er legte sein Abitur in Oberursel bei Frankfurt ab, studierte Gitarre (bei Olaf Van Gonnissen) und Gesang in Darmstadt, wurde Gründungsgeschäftsführer des Vokalensemble Frankfurt. 1983 gewann er zusammen mit Fabian Payr einen ersten Preis beim Pop-Nachwuchsfestival mit eigenen Kompositionen für Gitarrenduo und nahm 1983 eine Langspielplatte auf: Payr & Zech – Stücke. Im Jahre 1988 reiste er für drei Monate nach Brasilien und studierte im Rahmen einer Diplomarbeit die Música Popular Brasileira. Im selben Jahr gründete er das Vokalquintett Vocus, in dem er als Altus bis 1991 sang. 1990 organisierte er als Kulturmanager für das Ensemble Modern „Response“, das erste groß angelegte Bildungsprojekt in Deutschland nach dem Vorbild und unter Mitwirkung englischer Dozenten.
Von 1991 bis 1993 studierte Christian Zech Kulturmanagement in Hamburg. Nach seinem Diplom arbeitete er als Assistent der Geschäftsführung bei der Jungen Deutschen Philharmonie in Frankfurt, bis er sich 1997 in Hamburg selbständig machte. Seither berät er Stiftungen, Theater, Orchester und Wirtschaftsunternehmen in Sachen Organisation, IT und Datenbanken. 2000 gründete er den Kulturverein kultFeld, der in einem entlegenen Hamburger Stadtteil eine Musikschule, eine Konzertreihe und ein umfangreiches Kulturprogramm realisiert. 2002 erarbeitete er eine umfangreiche Untersuchung über niedersächsische Musikfestivals. 2004 zog er aus familiären Gründen nach Schorndorf bei Stuttgart, arbeitete neben internationalen Kunden u. a. für die Internationale Bachakademie Stuttgart, engagierte sich im Bereich der Umweltbildung und kooperiert seit 2006 intensiv mit dem Büro für Konzertpädagogik in Köln. Sein Stuttgarter Kinderorgel-Projekt wurde 2009 mit dem junge-ohren-preis ausgezeichnet.
Seit 2010 engagiert er sich als Vorstandsmitglied beim Wacholderhof e.V. bei Murrhardt, der für das „Erlebnis Biohof“ eine Auszeichnung des Forum Region Stuttgart erhielt. Dort kümmert er sich um die pädagogische Begleitung der Schulbauernhoftage.
Er arbeitete am Helene-Lange-Gymnasium in Rendsburg von 2024 bis Mitte 2025. 
Christian Zech ist verheiratet und hat vier Kinder.